# Xã Agency, Quận Osage, Kansas
Xã Agency (tiếng Anh: Agency Township) là một xã thuộc quận Osage, tiểu bang Kansas, Hoa Kỳ. Năm 2010, dân số của xã này là 558 người.